# Calton (Yorkshire du Nord)
Pour les articles homonymes, voir Calton.
Calton est un village et une paroisse civile du Yorkshire du Nord, en Angleterre.